# 441
441 (CDXLI) je bilo navadno leto, ki se je po julijanskem koledarju začelo na sredo.

## Dogodki
- 1. januar

## Rojstva
- Šen Jue, kitajski zgodovinar, glasbeni teoretik, pesnik in politik († 513)